# Torrecilla de la Música

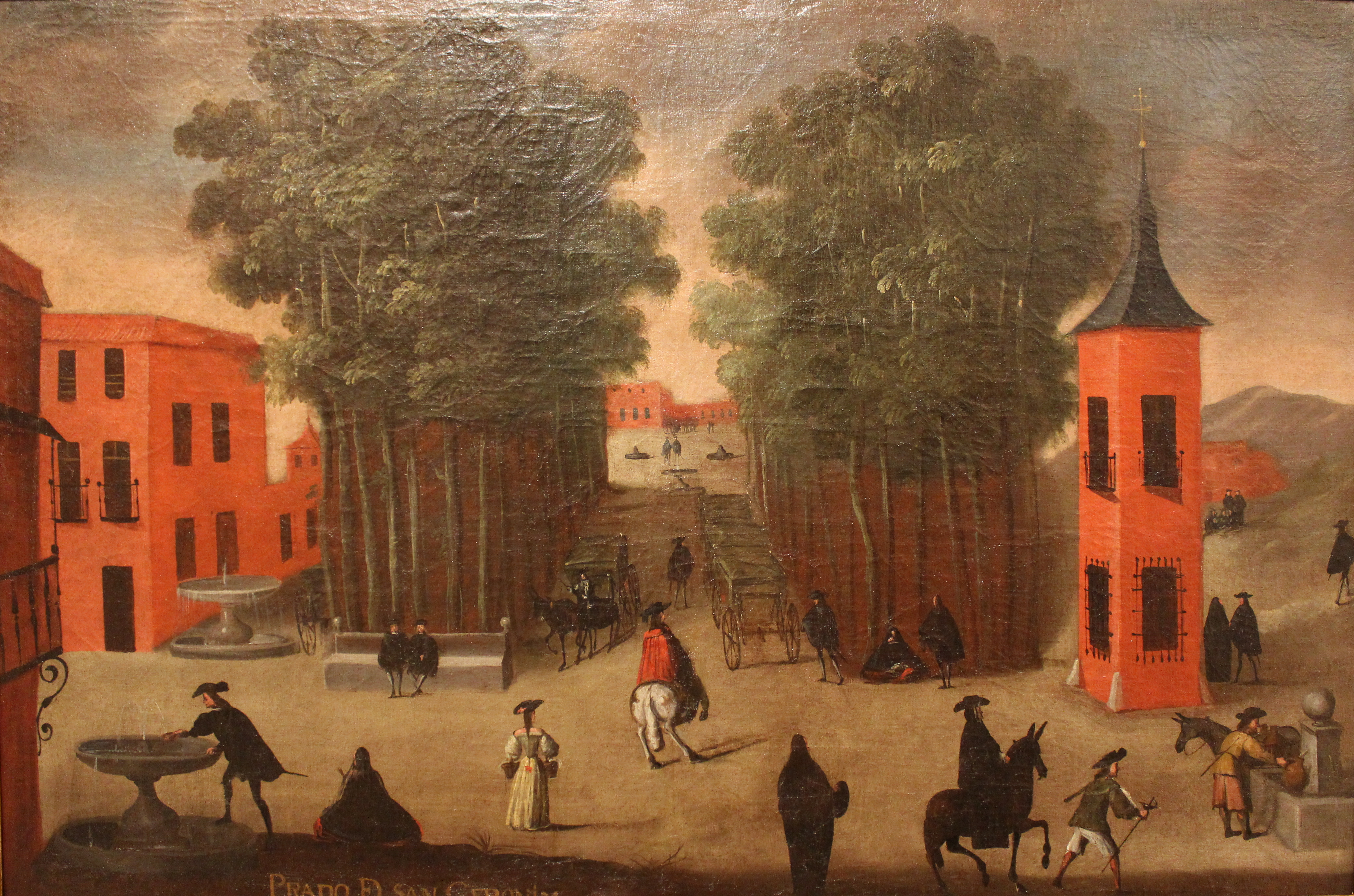
La Torrecilla a la derecha de un óleo que representa el Paseo del Prado, hacia el norte, entre 1651 y 1700.

La Torrecilla de la Música  (denominada también Torre de Música) se trata de una torre que figura en algunas representaciones cartográficas de Madrid (Plano de Antonio Manceli) al final de la carrera de San Jerónimo (en la esquina con el El Prado).

## Historia
Se edifica y posteriormente se inaugura por el regidor Juan Fernández (dueño de una huerta de su nombre) el 16 de julio de 1611. Una de las funciones que tuvo fue la de ser una alojería (quiosco para el suministro de refrescos). Debido a su mal estado de conservación en los años inmediatamente posteriores a su finalización, se acusó de corrupción a Juan Fernández, llegando incluso a expresarse esta sospecha en forma de versos por el Conde de Villamediana:
¡Buena está la torrecilla!
¡Tres mil ducados costó !
Si Juan Fernández lo hurtó,
¿qué culpa tiene la Villa?
Carlos Cambronero demostró lo infundado de las acusaciones contra Juan Fernández, ya que la obra llegó a ser tasada el 16 de marzo de 1621 por Juan Díaz, alarife de la villa, y Juan de Herrera, maestro de obras y aparejador de las de la Real Casa.
Con objeto de la urbanización de los jardines del Retiro de Madrid se procede a su derrumbe a finales del siglo XVIII. Las reformas fueron planificadas y ejecutadas por José de Hermosilla y Ventura Rodríguez y la causa de su derrumbe fue que su emplazamiento al final de la Carrera de San Jerónimo impedía la materialización del proyecto en ese tramo del paseo.

### Individuales
1. ↑  Juan Catalina García López Sigüenza, (1909), «Historia de la Orden de San Jerónimo», 2ªEd., Volumen 12
2. ↑  Baptista Remiro de Navarra, (1646), «Los peligros de Madrid», Madrid
3. ↑  Lopezosa Aparicio, C.: “Un singular edificio del Prado Viejo de San Jerónimo: La torrecilla de música” en Anales de Historia del Arte, R.U.C.M., nº 5, Madrid, 1995, pp:. 93-100.